# Omikron2 Eridani
Keid eller Omikron2 Eridani (ο2 Eridani, förkortat Omikron2 Eri, ο2 Eri) som är stjärnans Bayerbeteckning, är en trippelstjärna belägen i den norra delen av stjärnbilden Eridanus. Den har en kombinerad skenbar magnitud på 4,43 och är synlig för blotta ögat där ljusföroreningar ej förekommer. Baserat på parallaxmätning inom Hipparcosuppdraget på ca 200 mas, beräknas den befinna sig på ett avstånd på ca 16,3 ljusår (ca 5 parsek) från solen.

## Nomenklatur
Omikron2 Eridani har det traditionella namnet Keid, som härstammar från det arabiska ordet qayd som betyder "(ägg) skal". År 2016 anordnade Internationella Astronomiska Unionen en arbetsgrupp för stjärnnamn (WGSN) med uppgift att katalogisera och standardisera riktiga namn för stjärnor. WGSN fastställde namnet Keid för denna stjärna den 12 september 2016, vilket nu är inskrivet i IAU:s Catalog of Star Names.

## Historik
Kring primärstjärnan kretsar två följeslagare, betecknade Omikron2 Eridani B och C, och som upptäcktes den 31 januari 1783 av William Herschel. Detta observerades åter av Friedrich Struve 1825 och Otto Struve 1851.
År 1910 upptäcktes att även om Omikron2 Eridani B var en svag stjärna, var den vit till färgen. Detta innebar att det var en liten stjärna och faktiskt en vit dvärg, den första som upptäcktes. Även om den inte är den närmaste vita dvärgen, eller den ljusaste på natthimlen, är det överlägset lättast att observera. Det är nästan tre magnituder ljusare än Van Maanens Star (närmaste ensamma vita dvärgen), och i motsats till Procyons och Sirius följeslagare är den inte överglänst av en mycket ljusare primärstjärna.

## Egenskaper
Primärstjärnan Omikron2 Eridani A är en orange till röd stjärna i huvudserien av spektralklass K0.5 V. Den har en massa som är ca 85 procent av solens massa, en radie som är ca 80 procent av solens och utsänder från dess fotosfär knappt hälften så mycket energi som solen vid en effektiv temperatur på ca 10 870 K.
Följeslagarna Omikron2 Eridani B och C, är en vit dvärgstjärna av magnitud 9,52 (spektraltyp DA4) och en röd dvärgstjärna av magnitud 11,2 (spektral typ M4.5e). Förmodligen var Omikron2 Eridani B, medan den var en stjärna i huvudserien, den mest massiva komponenten i konstellationen, men utstötte det mesta av sin massa innan den blev en vit dvärg. B och C kretsar kring varandra på ett avstånd på ungefär 400 AE från primärstjärnan A med en excentricitet på 0,410.